# Collinsonia canadensis
Collinsonia canadensis är en kransblommig växtart som beskrevs av Carl von Linné. Collinsonia canadensis ingår i släktet Collinsonia och familjen kransblommiga växter. Inga underarter finns listade i Catalogue of Life.

## Bildgalleri

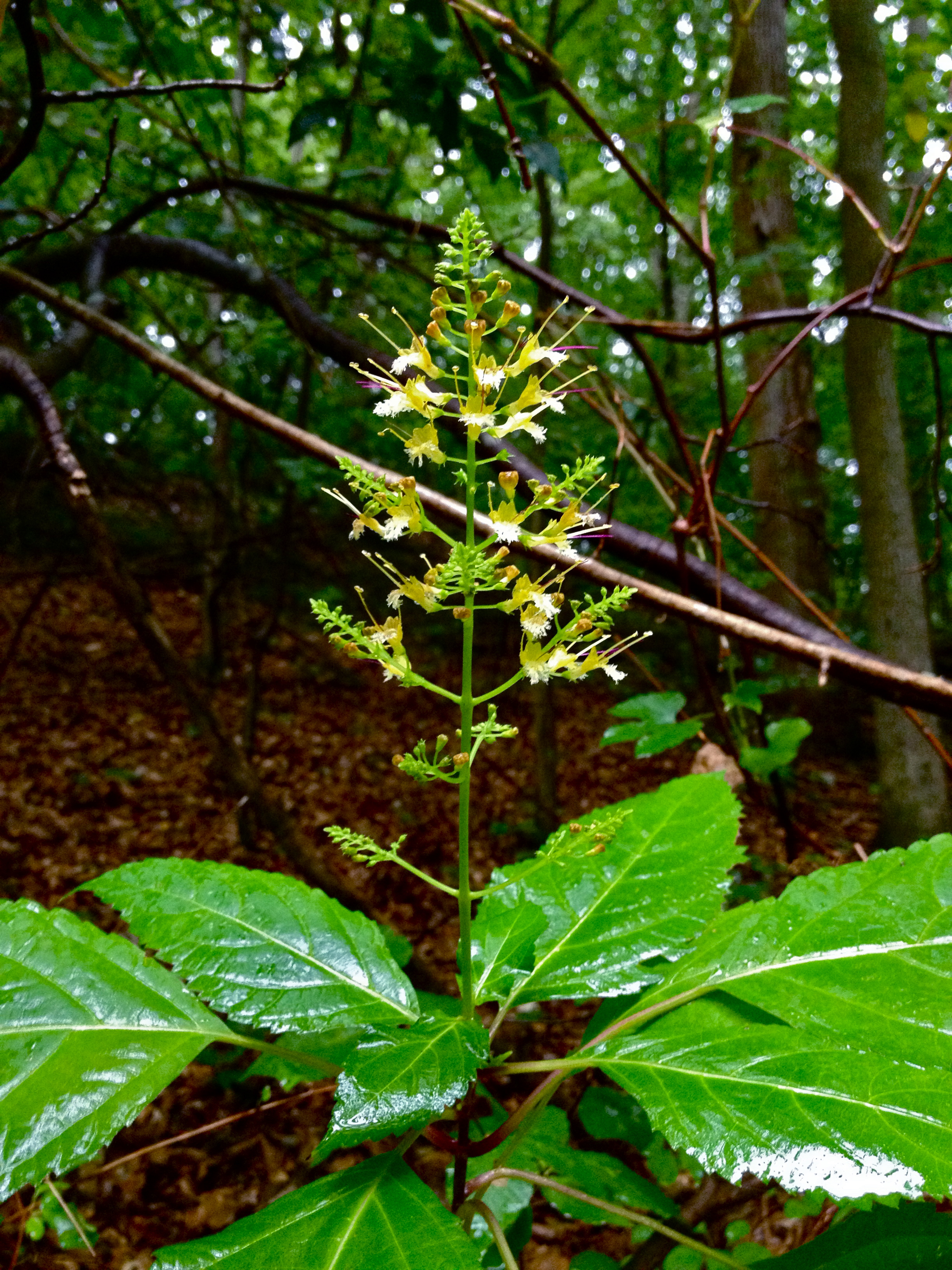
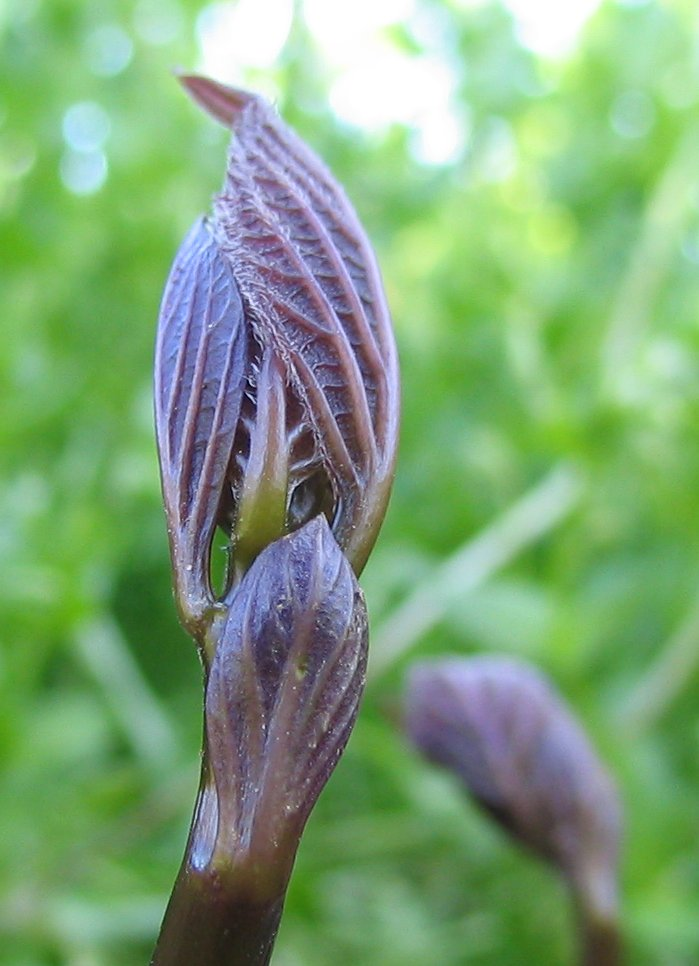
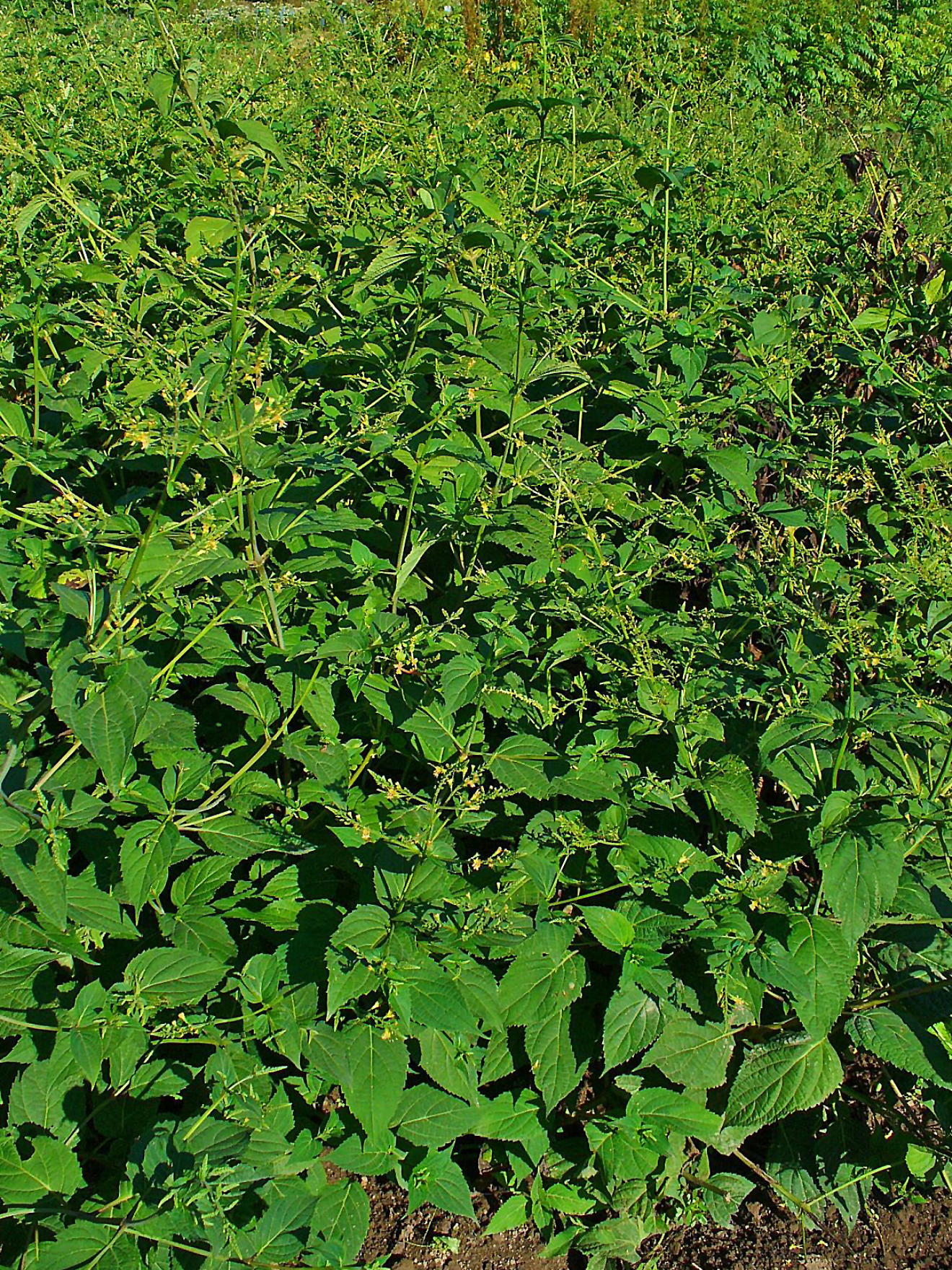
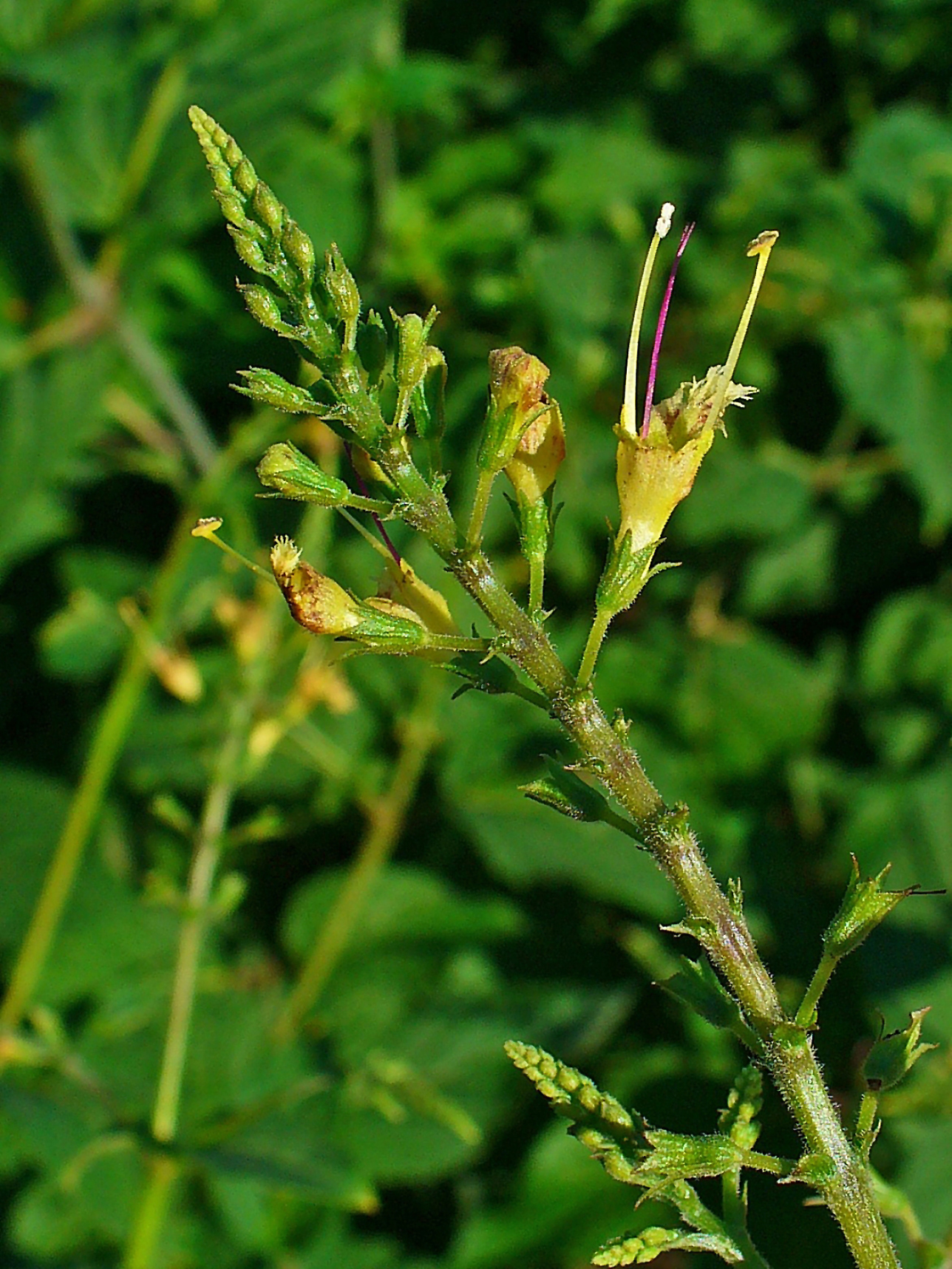
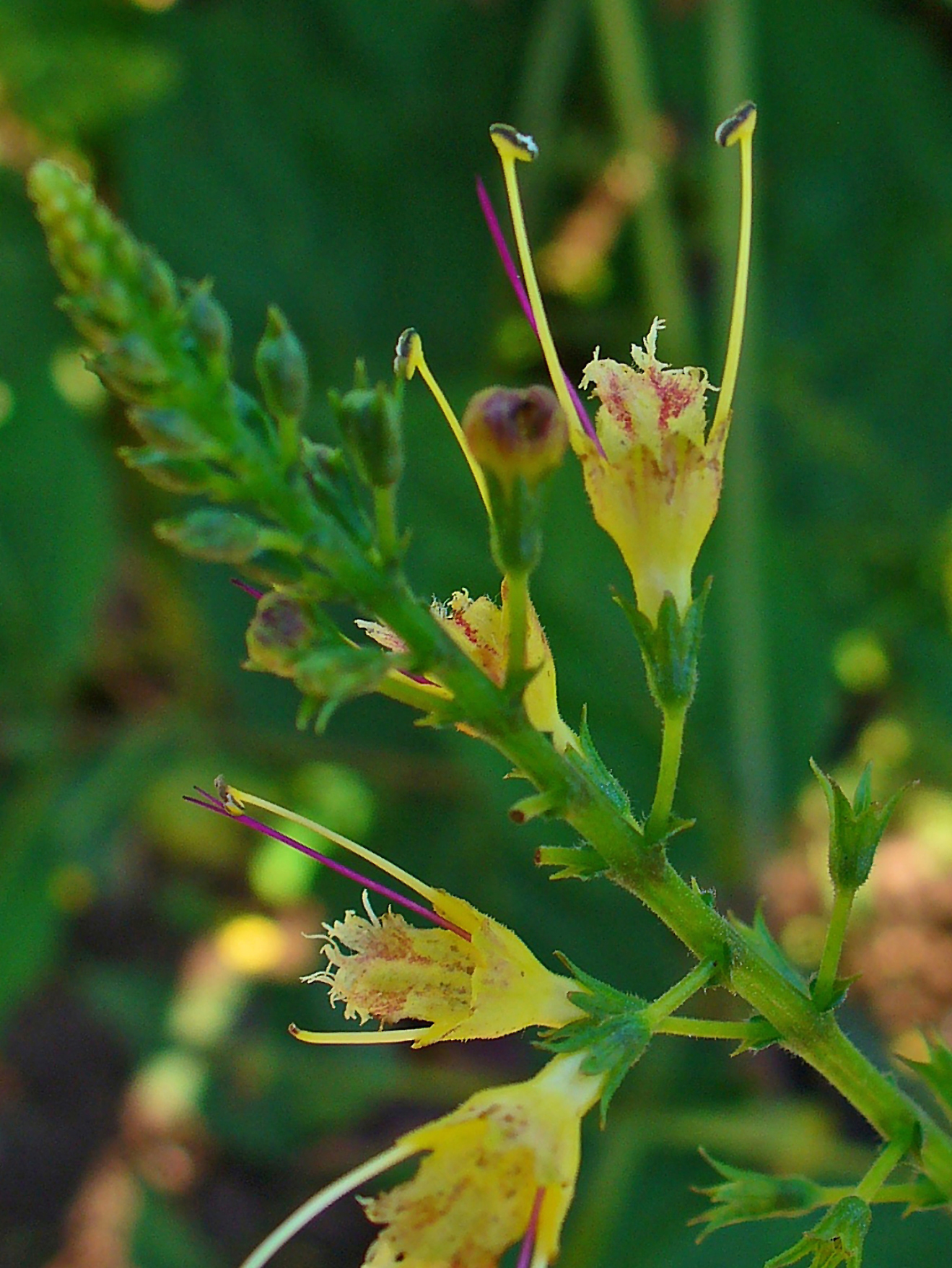
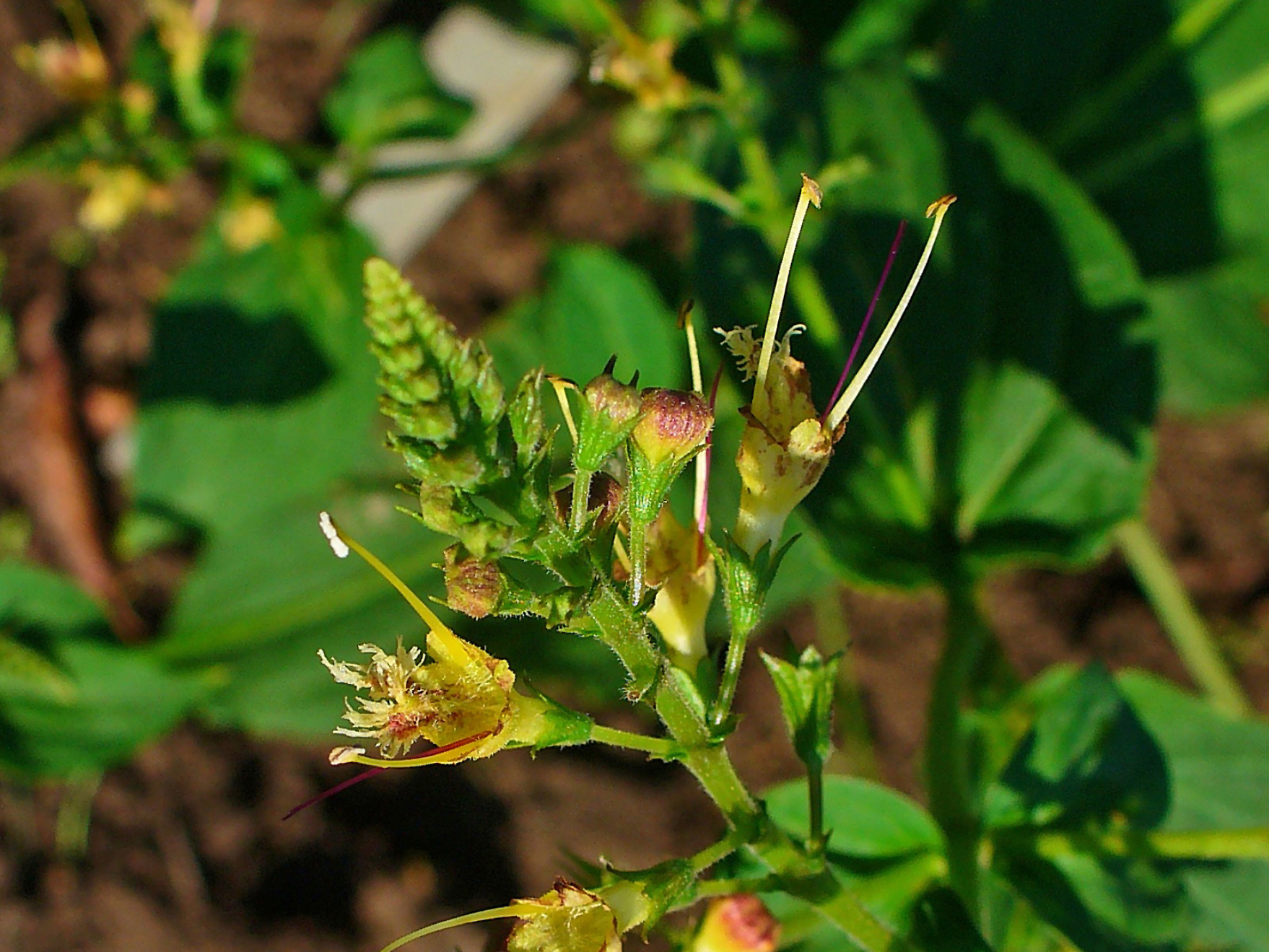